# Adansonia perrieri
Espèce
Classification phylogénétique
Statut de conservation UICN

CRC2a(i) : 
En danger critique
Le Baobab de Perrier (Adansonia perrieri) est une espèce de plantes à fleurs de la famille des Bombacaceae selon la classification classique, ou de celle des Malvaceae selon la classification phylogénétique.
C'est un arbre endémique de Madagascar. Cette espèce est en danger critique d'extinction.